# Symfonie nr. 7 (Hanson)
Howard Hanson (Amerikaans componist) componeerde zijn Symfonie nr. 7 A Sea Symphony aan het eind van zijn muzikale carrière. Na dit werk voor koor en symfonieorkest kwam er geen compositie voor grote muziekgezelschappen meer van zijn hand.

## Geschiedenis
Aan het eind van zijn loopbaan binnen de muziek (compositie, lesgeven en dirigeren) raakte Hanson teleurgesteld over het weinige begrip dat hij nog kreeg en de behaalde resultaten. De muziek van Hanson bleef altijd een beetje hangen in het vorige muziektijdperk; in de jaren 60 en 70 van de 20e eeuw met al zijn nieuwe muziekstromingen viel hij geheel buiten de boot. Hetzelfde geldt min of meer ook voor het feit dat hij gedurende zijn leven hij zich ingezet had voor de promotie van nieuwe Amerikaanse muziek, maar dat die toch nog ondergesneeuwd raakte onder de zogenaamde grote klassieken uit Europa. Tegelijkertijd zag hij natuurlijk op 81-jarige leeftijd in dat zijn einde naderde.

## Compositie
De symfonie is geschreven in drie delen:
1. Largament. "Lo! The unbounded sea";
2. Adagio. "The untold want";
3. Allegro molto. "Joy! Shipmate, joy!".

De compositie is gebaseerd op drie teksten van Walt Whitman. Hanson was kennelijk in een nostalgische bui, want deze drie gedichten had hij in het begin van zijn carrière ook al op muziek gezet, toen alleen voor stem en piano. Zoals Hanson betaamt ging hij bij het componeren niet uit van de gevaarlijke kanten van de zee, maar meer het romantische gevoel van de kalme oneindigheid. En ook de vergelijking van een langzame overgang van leven naar dood (het varen over de horizon heen) vond hij een goed idee.

Deel (1) begint met een thema in het basregister om dan langzaam uit te breiden tot het gehele orkest. Deel (2) begint met een soort Schip Ahoy, een zeemansgroet. Deel (3) is dan de apotheose waarin Hanson niet oproept tot reflectie en droefheid, maar tot vreugde.

### Finale
De finale klinkt ongeveer hetzelfde als de laatste maten van symfonie nr. 5 van Sjostakovitsj: pauken onder strijkers. Waar de Rus echter eindigt met dreigende slagen van pauken en grote trom, daar eindigt Hanson met bijna lieftallige aaien op de pauken. Beiden willen oproepen tot vreugde in het leven, van Hanson uit is dat zijn natuurlijke karakter; bij Sjostakovitsj waren de vreugderoepen onder dwang geschreven.

## Première
De première van de compositie werd geleid door Hanson zelf. Geschreven voor het 50-jarig jubileum van het National Music Camp te Interlochen, Traverse City, Michigan, voerde hij het dus zelf uit (hij was toen 81 jaar!). Hij leidde de orkestleden van het leerlingenorkest en –koor: World Youth Symphony Orchestra, Interlochen met het National Music Camp High School Choir.

## Bron en discografie
- Uitgave Bay Cities Music 1009; opnamen van de première;
- Uitgave Delos International 3130; Seattle Symphony o.l.v. Gerard Schwarz